# Иван Русинов
Иван Христов Русинов е български революционер, деец на Вътрешната македоно-одринска революционна организация.

## Биография
Роден е в 1883 година в българския южномакедонски град Кукуш, тогава в Османската империя, днес в Гърция. Присъединява се към ВМОРО. Участва в Илинденско-Преображенското въстание през лятото на 1903 година с четата на Кръстьо Асенов. Сражава се в голямата битка край Арджанското езеро, при Казанското езеро, където четата е обстрелвана с оръдия, при село Постолар, където четата губи няколко убити и ранени. Участва в десетчленната чета на Дельо Калъчев, която дава сражение при Балинци, в което загиват 5 четници.
Продължава да се занимава с революционна дейност и след въстанието. Легализира се в 1908 година след Младотурската революция.
На 26 февруари 1943 година, като жител на Пловдив, подава молба за българска народна пенсия, която е одобрена и пенсията е отпусната от Министерския съвет на Царство България.